# Жильцов, Алексей Николаевич
Алексе́й Никола́евич Жильцо́в (рjl. 3 октября 1963 года, Москва, РСФСР) — российский юрист, арбитр, учёный-правовед. Кандидат юридических наук (1998). Начальник отдела международного частного права исследовательского центра им. С. С. Алексеева при Президенте Российской Федерации. Главный редактор журнала «Коммерческий арбитраж». Заслуженный юрист Российской Федерации (2017).

## Биография

### Образование и карьера
В 1989 году окончил международно-правовой факультет Московского государственного института международных отношений МИД СССР (МГИМО).
В 1990—1994 году — исследователь по программе PhD факультета права Европейского университетского института во Флоренции (Италия).
С июня 1992 по август 1992 года проходил обучение в Академии европейского права во Флоренции (Италия).
С октября 1992 по апрель 1993 года — исследователь при отделе международного арбитража в Институте имени Ассера в Гааге (Нидерланды).
С 1994 г. по настоящее время — начальник отдела сравнительного и международного частного права Исследовательского центра частного права имени С. С. Алексеева при Президенте РФ, заведующий кафедрой международного частного права Российской школы частного права.
С 2007 г. по настоящее время — главный редактор журналов «Международный коммерческий арбитраж» (по 2010 г.), «Вестник международного коммерческого арбитража» (по 2018 г.), «Коммерческий арбитраж».
Свободно владеет английским языком, читает на французском, итальянском, испанском.

### Награды и премии
- Заслуженный юрист Российской Федерации[2].

## Юридическая практика

### Арбитражная и третейская деятельность
Арбитр Международного коммерческого арбитражного суда при Торгово-промышленной палате Российской Федерации. Принимал участие в более чем 100 разбирательствах на русском и английском языках в качестве арбитра, единоличного арбитра, председателя состава арбитража. Член комитета по назначениям. В 2010 году избран членом президиума МКАС (переизбран в 2015 и 2020).
С 2010 года по настоящее время арбитр Арбитражного суда при Экономической Палате Чешской Республики и Аграрной Палате Чешской Республики.
С 2010 года по настоящее время арбитр Международного арбитражного суда при ТПП Республики Казахстан.
С 2012 года по настоящее время арбитр Арбитражного суда при Московской Торгово-промышленной палате.
В 2010—2012 году принимал участие в качестве арбитра в разрешении спора по Регламенту МАС МТП, возникшему из ряда договоров строительного подряда между французской и российской компаниями.
В 2011—2012 году принимал участие в качестве арбитра в разрешении спора по Регламенту Арбитражного института Торговой палаты Стокгольма, возникшему из договоров поставки и займа между компаниями из Китая и Украины.
С 2012 года по настоящее время: арбитр Арбитражной комиссии при ОАО «Московская Биржа ММВБ-РТС», участвовал в разрешении споров из соглашений «РЕПО».
Входит в рекомендованные списки арбитров Арбитражного суда при Экономической Палате Чешской Республики и Аграрной Палате Чешской Республики, Гонконгского международного арбитражного центра (HKIAC), Арбитражного центра при РСПП, МАК при ТПП РФ. Имеет опыт участия в качестве арбитра в разрешении споров по регламентам МКАС при ТПП РФ, Международного арбитражного суда МТП (ICC), Арбитражного института Торговой палаты Стокгольма (SCC), Лондонского международного третейского суда (LCIA), по Швейцарскому регламенту (Swiss Rules) и др.

### Научная, экспертная и законотворческая деятельность
Начальник отдела сравнительного и международного частного права Исследовательского центра частного права при Президенте РФ.
Заведующий кафедрой международного частного права Российской школы частного права.
Входил в ряд рабочих групп по подготовке федеральных законов. В их числе:
- Рабочая группа по подготовке проекта раздела VII «Международное частное право» части третьей Модельного Гражданского кодекса для государств — участников Содружества Независимых Государств, принятой Постановлением Межпарламентской Ассамблеи государств — участников Содружества Независимых Государств 17 февраля 1996 г. (1995—1996 гг.);
- Рабочая группа по подготовке проекта Федерального закона «Об иммунитете иностранного государства и его собственности» (1998—2001 гг.).
- Рабочая группа по подготовке проекта раздела VI «Международное частное право» части третьей Гражданского кодекса РФ (1995—2002 гг.).
- Рабочая группа по разработке проекта "Концепции совершенствования раздела VI Гражданского кодекса Российской Федерации «Международное частное право». Данный проект представляет собой часть единой Концепции развития гражданского законодательства Российской Федерации, разрабатываемой в соответствии с Указом Президента от 18 июля 2008 г. № 1108 «О совершенствовании Гражданского кодекса РФ».

Член рабочей группы Торгово-промышленной палаты Российской Федерации по подготовке Правил этики третейских судей (2008—2010 гг.).
Автор около 100 научных публикаций по вопросам международного коммерческого арбитража, международного частного права, международного гражданского процесса, гражданского права.

### Участие в редакциях научных журналов
- С 2007 по 2018 год — главный редактор журнала «Международный коммерческий арбитраж», затем — «Вестник международного коммерческого арбитража» (переименован в 2010 году)
- С марта 2019 года по настоящее время — главный редактор журнала «Коммерческий арбитраж» Торгово-промышленной палаты Российской Федерации[5].

### Диссертации
- Применимое право в международном коммерческом арбитраже (императивные нормы): Диссертация на соискание ученой степени кандидата юридических наук: 12.00.03 / МГИМО (У) МИД РФ. — М., 1998)[6].

### Переводы
- Гражданский кодекс Российской Федерации. Часть первая = Civil Code of the Russian Federation. First Part (совместно с Питером Б. Мэггсом).[7]
- Гражданский кодекс Российской Федерации. Часть вторая = Civil Code of the Russian Federation. Second Part (совместно с Питером Б. Мэггсом)[7].
- Гражданский кодекс Российской Федерации. Часть третья = Civil Code of the Russian Federation. Third Part (совместно с Питером Б. Мэггсом)[7].
- Гражданский кодекс Российской Федерации. Часть четвёртая = Civil Code of the Russian Federation. Fourth Part (совместно с Питером Б. Мэггсом).
- Практическое руководство Гаагской конференции по международному частному праву по применению Гаагской конвенции от 15 ноября 1965 г. о вручении за границей судебных и внесудебных документов по гражданским или торговым делам — Москва: Волтерс Клувер, 2007, 320 с[8].

### Составитель и редактор
- Сборник переводов иностранных нормативных актов по международному частному праву «Международное частное право: Иностранное законодательство» — Москва: Статут, 2001. — 892 с. ISBN 5-8354-0066-7[9].
- Арбитраж и регулирование международного коммерческого оборота: российские, иностранные и трансграничные подходы: Liber Amicorum в честь 70-летия А. С. Комарова / Составители и научные редакторы Н. Г. Маркалова, А. И. Муранов; Всероссийская академия внешней торговли Министерства экономического развития РФ. Кафедра международного частного права. Кафедра гражданского и предпринимательского права; Ассоциация исследователей международного частного и сравнительного права. — М.: Статут, 2019. — 736 с.

### Избранные публикации в научно-практических журналах
- A. N. Zhilsov Mandatory and public policy rules in international commercial arbitration. — Netherlands International Law Review XLII, No 1, 1995, pp. 81–119.
- Murtagh, A.N. Zhiltsov. «Draft of the Civil Code of the Russian Federation. Part Three. Section VII. Private International Law», in 22 Review of Central and East European Law 1996 No. 6, pp. 661–671.
- P.B. Maggs, A.N. Zhiltsov. The Civil Code of the Russian Federation. Parts 1 and 2 (translation into English), Sharpe publishers, New York — London, 1997.
- А. Н. Жильцов, П. Б. Мэггс, Гражданский кодекс Российской Федерации. The Civil Code of the Russian Federation. М., МЦФЭР, 1997.
- А. Н. Жильцов. Проблема применения императивных норм третьих стран в европейском международном частном праве. // Законодательство и экономика № 23-24#S , 1997, с. 37; Адвокат № 12, 1997, с. 75[10].
- P.B. Maggs, A.P. Tarassova, A.N. Zhiltsov, English translation of the Civil Code of the Republic of Armenia. Yerevan, 1998.
- Международное частное право: иностранное законодательство, (сост. и научн. ред. А. Н. Жильцов, А. И. Муранов). М.: Статут, 2001, 924 с.
- А. Н. Жильцов. А. И. Муранов. Национальные кодификации в современном международном частном праве. Тенденции и противоречия в его развитии на пороге третьего тысячелетия. // Международное частное право: иностранное законодательство, М.: Статут, 2001, С. 26 — 43.
- А. Н. Жильцов. А. И. Муранов. In Memoriam. А. Н. Макаров, Б. Э. Нольде, В. Н. Дурденевский, Г. Е. Вилков, Д. Ф. Рамзайцев. // Международное частное право: иностранное законодательство, М.: Статут, 2001, С. 46 — 62.
- Новое в российском международном частном праве (О новеллах раздела VI части III Гражданского кодекса РФ), КонсультантПлюс, 25 декабря 2002.
- А. Н. Жильцов. Комментарий к статьям 1192—1193 Гражданского кодекса РФ. Комментарий к части третьей Гражданского кодекса Российской Федерации / Под ред. А. Л. Маковского, Е. А. Суханова. М.: Юрист, 2002, С. 346—362.
- А. Н. Жильцов, П. Б. Мэггс, Гражданский кодекс Российской Федерации. Civil Code of the Russian Federation. Параллельные русский и английский тексты. М., Норма, 2003.
- А. Н. Жильцов. Императивные нормы в международном коммерческом арбитраже. Международный коммерческий арбитраж, № 2, 2004, с. 16-42. (2,1 п.л.)
- А. Н. Жильцов. Оспаривание решений международных коммерческих арбитражей в соответствии с российским законодательством // Международный коммерческий арбитраж, 2005, № 1, С. 4 — 23[11].
- A.N. Zhiltsov. New Trends in the Development of Russian Private International Law (Chapter 6), // Remaking the Role of Law: Commercial Law in Russia and the CIS, Editor: Kathryn Hendley, Juris Publishing, Huntigton, 2007, pp. 121–148.
- А. Н. Жильцов. Оспаривание решений международных коммерческих арбитражей в соответствии с российским законодательством — современные тенденции // Международный коммерческий арбитраж: современные проблемы и решения. Сборник статей к 75-летию Международного коммерческого арбитражного суда при ТПП РФ. / Отв. ред. А. С. Комаров, М.: Статут, 2007, С. 168—194.